# محمدلی (ایمیشلی ۳)
محمدلی (به ترکی آذربایجانی: Məhəmmədli) یک منطقه مسکونی در جمهوری آذربایجان است که در شهرستان ایمیشلی واقع شده است. محمدلی ۵۸۱ نفر جمعیت دارد.